# Dainius Kairelis
Dainius Kairelis (* 25. September 1979 in Utena) ist ein ehemaliger litauischer Radrennfahrer.
Dainius Kairelis gewann 2003 die Gesamtwertung des Giro Ciclistico d’Italia, der U23-Austragung des Giro d’Italia. Von 2005 bis 2007 fuhr er für das polnische Continental Team Amore & Vita. Ab 2008 fuhr er für das irische Professional Continental TeamCeramica Flaminia-Bossini Docce. Beim Uniqa Classic wurde er einmal Etappenzweiter und bei der Herald Sun Tour gewann er die zweite Etappe. 2006 konnte er das Straßenrennen bei den Litauischen Meisterschaften für sich entscheiden. Später wurde er Fünfter beim GP Industria e Commercio Artigianato Carnaghese und Vierter bei der Trofeo Melinda. Wegen dieser guten Leistungen konnte er an den Straßen-Radweltmeisterschaften in Salzburg teilnehmen. 2008 startete er im Straßenrennen der Olympischen Spiele in Peking und belegte Platz 73.

## Erfolge
2003
- Gesamtwertung Giro Ciclistico d’Italia

2005
- eine Etappe Herald Sun Tour

2006
- Litauischer Straßenmeister

2007
- Giro d’Oro

## Teams
- 2005 Amore & Vita-Beretta-Polska
- 2006 Amore & Vita-McDonald’s
- 2007 Amore & Vita-McDonald’s
- 2008 Ceramica Flaminia
- 2009 Ceramica Flaminia